# Grosser Preis des Kantons Aargau 2012
Il Grosser Preis des Kantons Aargau 2012, quarantanovesima edizione della corsa, valido come evento del circuito UCI Europe Tour 2012 categoria 1.HC, fu disputato il 7 giugno 2012 su un percorso di 181,5 chilometri. Fu vinto dall'uzbeko Sergej Lagutin, al traguardo con il tempo di 4h 26' 10" alla media di 40,91 km/h.
Furono 64 i ciclisti che portarono a termine il percorso.

## Squadre e corridori partecipanti
Parteciparono alla competizione 18 squadre: sei formazioni ProTour, otto Professional Continental e tre Continental, oltre ad una rappresentativa nazionale svizzera.
| N.    | Cod. | Squadra                      |
| ----- | ---- | ---------------------------- |
| 1-8   | OGE  | Orica-GreenEDGE              |
| 11-18 | SCN  | Svizzera                     |
| 21-28 | ALM  | AG2R La Mondiale             |
| 31-38 | LAM  | Lampre-ISD                   |
| 41-48 | AST  | Astana Pro Team              |
| 51-58 | KAT  | Katusha Team                 |
| 61-68 | VCD  | Vacansoleil-DCM              |
| 71-78 | AND  | Androni Giocattoli-Venezuela |
| 81-88 | TSV  | Topsport Vlaanderen-Mercator |

| N.      | Cod. | Squadra                      |
| ------- | ---- | ---------------------------- |
| 91-98   | LAN  | Landbouwkrediet-Euphony      |
| 101-108 | FAR  | Farnese Vini-Selle Italia    |
| 111-118 | TT1  | Team Type 1-Sanofi           |
| 121-128 | APP  | Team NetApp                  |
| 131-138 | ACG  | Andalucía                    |
| 141-148 | RVL  | RusVelo                      |
| 151-158 | LPM  | Vélo Club La Pomme Marseille |
| 161-168 | ARH  | Atlas Personal-Jakroo        |
| 171-178 | VBG  | Team Vorarlberg              |

## Ordine d'arrivo (Top 10)
| Pos. | Corridore          | Squadra       | Tempo    |
| ---- | ------------------ | ------------- | -------- |
| 1    | Sergej Lagutin     | Vacansoleil   | 4h26'10" |
| 2    | Vladimir Gusev     | Katusha Team  | s.t.     |
| 3    | Georg Preidler     | Type 1-Sanofi | s.t.     |
| 4    | Michael Albasini   | GreenEDGE     | a 31"    |
| 5    | Aleksandr Kolobnev | Katusha Team  | s.t.     |
| 6    | Leopold König      | Team NetApp   | s.t.     |
| 7    | Riccardo Chiarini  | Androni Gioc. | s.t.     |
| 8    | Emanuele Sella     | Androni Gioc. | s.t.     |
| 9    | Robert Kišerlovski | Astana        | s.t.     |
| 10   | Martin Elmiger     | AG2R La Mond. | s.t.     |